# Operation Sauerkraut
Die Operation Sauerkraut war eine Maßnahme operativer Information, die während des Zweiten Weltkrieges von Juli 1944 bis mindestens März 1945 vom amerikanischen Office of Strategic Services (OSS) geplant und durchgeführt wurde. Ziel war es, durch den Einsatz von deutschen Kriegsgefangenen eine rasche Verbreitung alliierten Propagandamaterials zu ermöglichen.

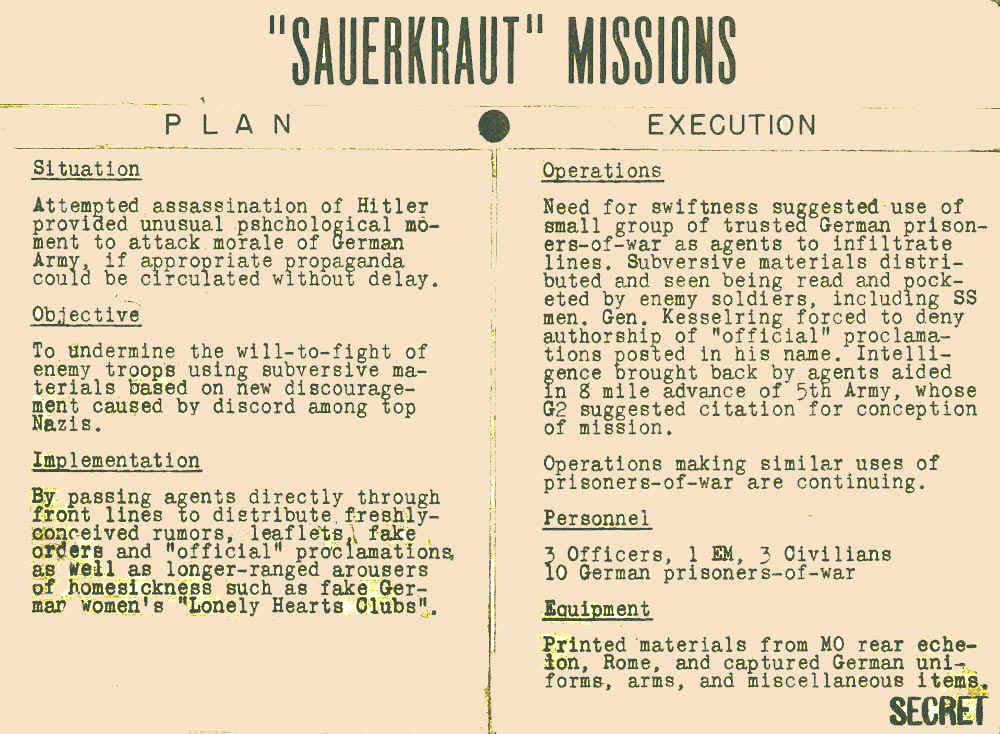
Originaldokument des OSS zur Operation Sauerkraut

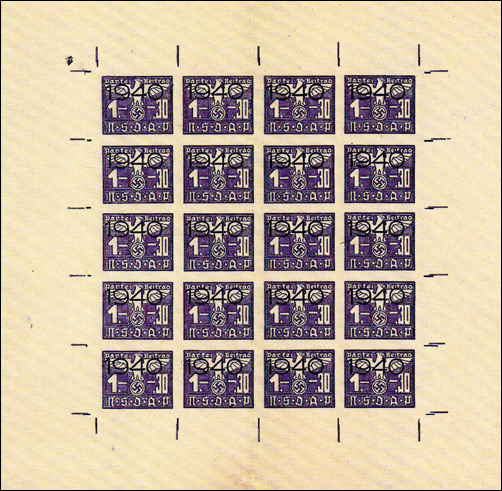
Gefälschte NSDAP-Parteigebührenmarken

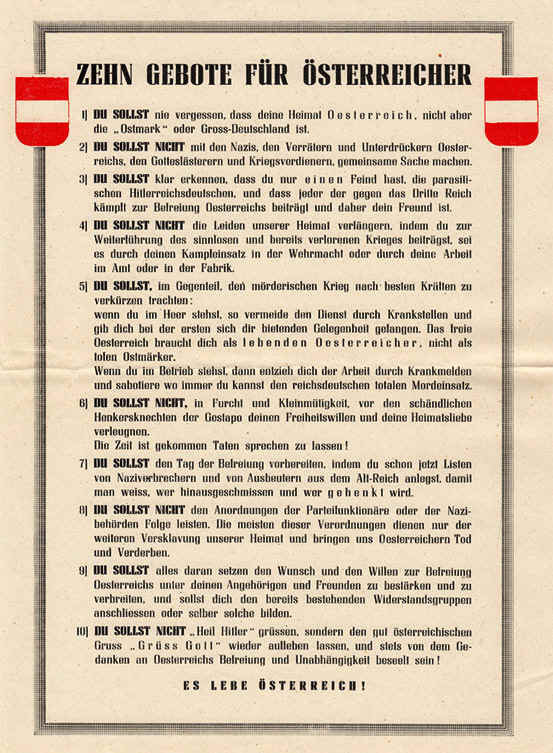
Propagandaflugblatt für Österreich

Die Idee, deutsche Kriegsgefangene als Agenten einzusetzen, entstand nach dem missglückten Attentat auf Adolf Hitler am 20. Juli 1944. Unter Ausnutzung dieses unerwarteten psychologischen Vorteils hielt man den Einsatz von scheinbar deutschen Soldaten in Wehrmachtsuniformen für besonders geeignet, ohne großen Zeitverlust eine Indoktrination des Feindes durchzuführen.
In einem Kriegsgefangenenlager für Deutsche nahe Neapel bemühte man sich, die ersten Kandidaten für den Einsatz zu gewinnen. Gleichzeitig entwickelte man passende Flugblätter, die auf den versuchten Umsturz vom 20. Juli Bezug nehmen und anschließend nach Deutschland eingeschleust werden sollten. So wurde z. B. eine Übernahme der Befehlsgewalt in Deutschland durch Walther von Brauchitsch behauptet oder die deutschen Truppen dazu aufgefordert, revolutionäre Maßnahmen gegen das NS-Regime auszuführen. Auch wurde eine Extra-Ausgabe der Zeitschrift Das Neue Deutschland produziert, die auf angebliche Oppositionsgruppen innerhalb des Deutschen Reiches hinwies.
Nachdem anfangs 16 vertrauenswürdige Kriegsgefangene ausgesucht worden sind, wurden diese zunächst nach Rom transportiert, um entsprechend ausgerüstet zu werden. Dies beinhaltete u. a. deutsche Wehrmachtsuniformen, gefälschte Dokumente, Waffen und Kompasse. Geld in italienischer Währung, Zigaretten sowie eine Erste-Hilfe-Ausrüstung gehörten ebenso dazu. In kleinen Gruppen wurden sie anschließend über den Fluss Arno eingeschleust. Sie sollten so tief wie möglich hinter die deutschen Linien eindringen und das mitgegebene Propagandamaterial verbreiten. So sollten Flugblätter bzw. Zeitschriften etwa an Bäumen angebracht, in Kraftwagen, in Gebäuden sowie auf Straßen verteilt werden.

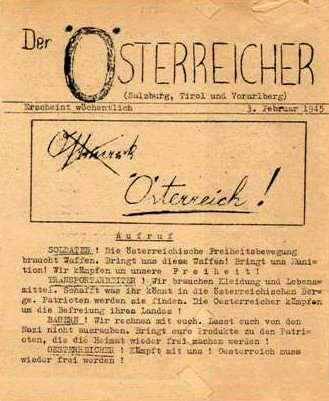
Flugblatt in absichtlich schlechter Qualität gedruckt

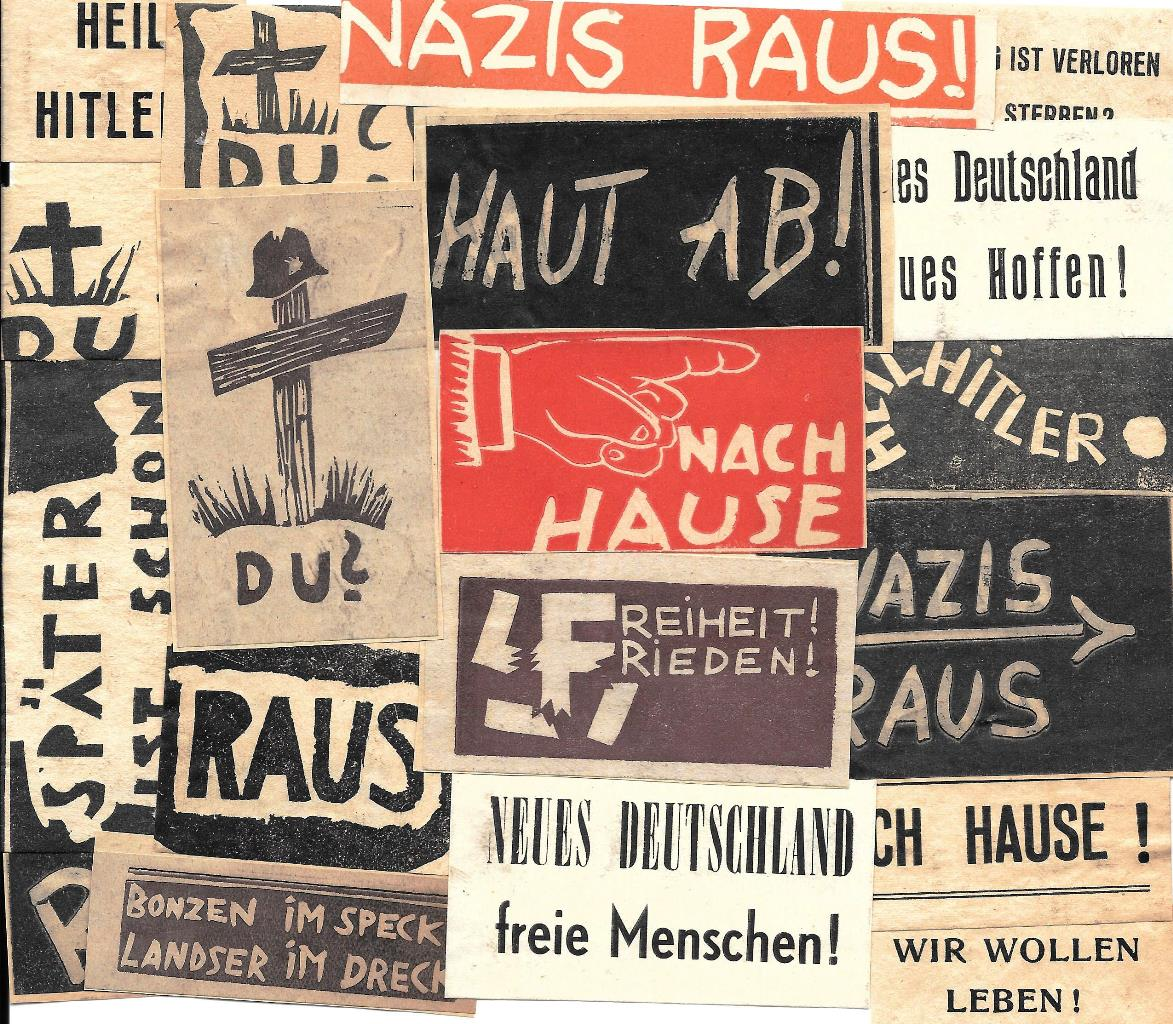
Verschiedene gummierte Aufkleber, vielfach von Agenten mitgeführt und verbreitet

Besondere Bedeutung erlangten die gefälschten Dokumente, die den Agenten mitgegeben wurden. Da auf deutscher Seite aus Sicherheitsgründen ständige Änderungen von bestimmten Erkennungsmerkmalen erfolgten, musste die US-Seite regelmäßig nachbessern, was offenbar hervorragend gelang. Obwohl Agenten der Operation späteren Berichten zufolge des Öfteren von deutscher Militärpolizei kontrolliert worden sind, gab es nur einen Fall, bei dem ein solcher Agent enttarnt wurde. Während die gefälschten Dokumente möglichst perfekt auszusehen hatten – dazu gehörten auch gefälschte Parteibücher einschließlich der Parteigebührenmarken – wurde das mitgegebene Propagandamaterial absichtlich in deutlich gröberer Qualität gedruckt. So sollte der Eindruck vermieden werden, es handele sich bei den Aufklebern, Flugblättern oder Zeitschriften um im Ausland vom Feind mit hochwertigen Druckmaschinen hergestelltes Material.
Insgesamt wurden etwa 13 Missionen der Operation Sauerkraut durchgeführt. Dazu wurden Kleingruppen ab dem 25. Juli 1944 bis mindestens zum 21. März 1945 hinter die deutschen Linien geschleust.
Da nach internationalem Recht kriegsgefangene Soldaten nicht absichtlich in gefährliche Situationen gebracht werden dürfen, mussten alle Mitarbeiter der Operation Sauerkraut eine Erklärung unterschreiben, die ihre freiwillige Teilnahme bescheinigte. US-Anwälte hielten diese Vorgehensweise für unverzichtbar, sollten nach dem Krieg Klagen vor einem internationalen Gerichtshof gegen die US-Armee eingereicht werden.
Obwohl den deutschen Agenten der Operation von US-Seite für ihre Dienste Vorzugsbehandlungen versprochen worden sind, wurden diese nach ihrer Tätigkeit lediglich zurück in die gewöhnlichen Kriegsgefangenenlager verbracht. Dort wurden sie von Mitgefangenen nach Kenntnis ihrer Agententätigkeit gemieden und als Verräter verachtet.